# Piezoluminiscencia
La piezoluminiscencia es una forma de luminiscencia producida al ejercer presión sobre ciertos sólidos. Este fenómeno se caracteriza por procesos de recombinación que implican electrones, agujeros y centros de iones de impurezas. Algunos cristales piezoeléctricos desprenden cierta cantidad de piezoluminiscencia cuando están bajo presión, como en los encendedores de cigarrillos de mano cuando se presiona el botón. Se ha observado que el NaCl, KCl, KBr y las virutas policristalinas de LiF (TLD-100) poseen propiedades piezoluminiscentes. También se ha descubierto que los polímeros ferroeléctricos exhiben piezoluminiscencia tras someterse a estrés.
En la literatura popular que rodea la producción psicodélica, se ha informado que la DMT, 5-MeO-DMT y el LSD presentan piezoluminiscencia. Como se señala específicamente en el libro Acid Dreams, donde se afirma que Augustus Owsley Stansley III, uno de los productores más prolíficos de LSD en los años 1960, observó piezoluminiscencia en la forma más pura del compuesto, cuya observación es confirmada por Alexander Shulgin: "Una sal totalmente pura, cuando está seca y cuando se sacude en la oscuridad, emitirá pequeños destellos de luz blanca."